# Makasarský průliv
Makasarský průliv je průliv mezi indonéskými ostrovy Borneo a Celebes. Spojuje Celebeské moře na severu a Jávské moře na jihu.
Z ostrova Borneo do průlivu ústí řeka Mahakam.
Podél průlivu leží přístavy Balikpapan na Borneu a Makasar a Palu na Celebesu.
Teplota vody na hladině se pohybuje kolem 28 °C.